# HMS Nabob (1943)
HMS Nabob («Набо́б») — эскортный авианосец британского флота времён Второй мировой войны. Построен в США, передан Великобритании в 1943 году. Участвовал в воздушных ударах по объектам в оккупированной немцами Норвегии. 22 августа 1944 года получил тяжёлые повреждения в результате атаки немецкой подводной лодки и списан. Использовался в качестве транспортного судна, разобран в 1977 году.

## Постройка и передача Великобритании
Корабль был заложен 20 октября 1942 года на верфи «Сиэттл-Такома» в штате Вашингтон как транспортное судно, однако затем выкуплен ВМС США и достраивался как эскортный авианосец типа «Боуг» с названием «Эдисто» (USS Edisto). Когда корабль находился ещё на стапеле, было решено, что он будет передан Англии по ленд-лизу.
9 марта 1943 года корпус авианосца был спущен на воду. 7 сентября 1943 года состоялась процедура его официальной передачи британцам. Постройка корабля, с момента закладки до передачи Королевскому флоту, продолжалась 322 дня. В составе британского флота корабль значился как авианосец типа «Амир» (Ruler). В октябре авианосец был переведён в Канаду, где прошёл докомплектацию в Эскимальте. Он был укомплектован канадским экипажем, хотя числился как корабль собственно британского флота, лётный состав был британским. Во время приёмки самолётов в январе 1944 года «Набоб» сел на мель. Повреждение не было сильным, но понадобилось три дня, чтобы снять авианосец с грунта. Ремонт продолжался до февраля. Когда корабль направлялся из Канады в Нью-Йорк через Панамский канал уже под британским флагом и с канадским экипажем, на нём произошли серьёзные волнения команды, вызванные требованиями уравнения зарплаты между различными категориями личного состава, которые, впрочем, удалось уладить.

## Участие во Второй Мировой войне
Корабль прибыл в Великобританию в апреле 1944 года, однако в течение мая—августа проходил ремонт и модернизацию. Он был укомплектован самолётами «Эвенджер» и «Уайлдкэт». 1 августа он был введён в боевой состав Флота метрополии, базируясь в Скапа-Флоу.
10 августа самолёты «Набоба», совместно с авиагруппами других британских авианосцев, участвовали в постановке минных заграждений у побережья западной Норвегии, выставив 47 морских мин (это была самая масштабная за всю войну постановка мин Флотом метрополии). Одновременно авиагруппа «Набоба» участвовала в ударах по наземным целям и воздушных боях над Норвегией. Пять самолётов были потеряны.
Начиная с 21 августа 1944 года корабль был задействован в крупной операции против немецкого линкора «Тирпиц», стоявшего на якоре в Альтен-фьорде. Его авиагруппа выполняла задания по отвлечению сил Люфтваффе от прикрытия линкора. 22 августа 1944 года он был отряжен, вместе с авианосцем «Трампетер», прикрывать заправку топливом английских эсминцев в 120 милях к ЗСЗ от мыса Нордкап. Около 17:15 «Набоб» был атакован немецкой подводной лодкой U-354 в точке с примерными координатами 72°42′ с. ш. 19°11′ з. д.. Авианосец получил попадание одной торпеды с акустическим самонаведением в кормовую часть, потери экипажа составили 21 человек убитыми (по другим данным — 30, ещё 40 были ранены). Корабль получил тяжёлое повреждение и сильно погрузился кормой, часть экипажа была снята кораблями охранения. Тем не менее, благодаря борьбе экипажа за живучесть, корабль смог поддерживать ход и в конце концов самостоятельно пришёл в Скапа-Флоу. Там он был посажен на мель во избежание затопления.

## После списания
После изучения повреждений ремонт авианосца был признан экономически нецелесообразным. 30 сентября «Набоб» бы выведен из состава флота и списан. Он так и простоял на мели, без ремонта, до 16 марта 1945 года, когда он был формально возвращён ВМС США.
В марте 1947 года корабль был продан на слом в Нидерланды, однако разобран не был. После ремонта он был принят в качестве учебного судна «Набоб» во владении одной из западногерманских компаний. В 1967 году «Набоб» был продан одной из компаний под флагом Панамы и на следующий год переименован в «Глори». В декабре 1977 года он был сдан на слом на Тайване.